# Isla de Plata (Delta Amacuro)
Isla de Plata es el nombre que recibe una isla que pertenece a Venezuela, que administrativamente depende del Municipio Pedernales al noroeste del Estado Delta Amacuro y que está ubicada cerca de los límites con Trinidad y Tobago y con el vecino estado Monagas, específicamente en las coordenadas geográficas 09°56′08″N 62°17′12″O / 9.93556, -62.28667
La isla es conocida porque el 8 de julio de 1887 se produjo una erupción de minerales en su superficie que para entonces era parte del Territorio Federal Delta Amacuro, siendo las muestras obtenidas enviadas a Caracas.